# Виктор Нинов
Виктор Нинов е български химик, бивш изследовател в групата по ядрена химия, работещ в националната лаборатория „Лорънс Бъркли“ на САЩ.

## Кариера
Нинов е обучен в германски център за тежки йонни изследвания. Неговото наемане в лабораторията „Лорънс Бъркли“ се считало за сполучлив ход; той бил замесен в откриването на елементи 110 (дармщадтий), 111 (рентгений) и 112 (коперниций) и бил считан за един от водещите експерти по използването на сложни софтуери, нужни за засичането на разрушаването на веригата на нестабилни трансуранови елементи.

## Скандал
През 1999 г. екипът на Нинов обявява, че са открили елементите 118 (оганесон) и 116 (ливерморий). Когато резултатите се оказали невъзможни за повторение от групата „Бъркли“ и други лаборатории по света, се състояло вътрешно разследване. Резултатите сочили, че работата на д-р Нинов била „фалшифицирана“ и последвал скандал на високо ниво. Международният комитет заключил, че Нинов бил единственият човек в големия проект, който можел да преработи информацията от компютрите в разбираеми за човека резултати и използвал тази възможност да покаже неправилна информация. Повторно анализиране на данните сочи, че резултатите не съвпадат с тези фалшифицирани от Нинов. Нинов е уволнен през 2001 г. Той продължава да твърди, че е невинен и не е изменял информацията, за да направи измама. Също така твърди, че всичко било част от международен опит да бъде натопен.